# Felipe Neto
Felipe Neto Rodrigues Vieira (sinh ngày 21 tháng 1 năm 1988) là một vlogger, diễn viên, diễn viên hài kịch, và nhà văn người Brasil. Anh được biết đến là YouTuber Brasil, và với hơn 34 triệu lượt đăng ký. Kênh anh đứng thứ 23 trong số những kênh có số lượt đăng ký nhiều nhất. Anh đã bắt đầu sự nghiệp YouTube bằng cách nói về những người nổi tiếng, điện ảnh, hoạt động hằng ngày theo một số cách phê bình hài hước, là kênh YouTube đầu tiên đạt 1 triệu lượt đăng ký ở Brasil. Anh cũng là anh trai của Luccas Neto, đứng thứ 50 trong số những kênh có số lượt đăng ký nhiều nhất. Hiện tại, các video của anh tập trung vào giải trí.
Felipe là người thành lập Paramaker, một trang mạng của YouTube, đã sở hữu các kênh như Parafernalha, IGN Brasil Network, quản lý khoảng 5 nghìn kênh, như một nỗ lực để chuyên nghiệp hóa thị trường video trực tuyến ở Brasil.

## Điện ảnh
| Năm          | Tên                        | Nhân vật                   | Chú thích                                                  |
| ------------ | -------------------------- | -------------------------- | ---------------------------------------------------------- |
| 2010–nay     | Felipe Neto                | Bản thân mình              | Kênh chính thức trên YouTube                               |
| 2010         | Fala a Verdade             | Bản thân mình              | 3 videos; Protótotype của Não Faz Sentido                  |
| 2010–2014    | Não Faz Sentido!           | Bản thân mình              | Video đánh nhớ đầu tiên                                    |
| 2011–2014    | Parafernalha               | Various/ Cameo roles       | Internet Video Producer                                    |
| 2012–2015    | TGS Brasil                 | Bản thân mình/ Cameo roles | Kênh chính thức trên YouTube về game                       |
| 2013         | A Toca                     | Himself                    | websérie exclusive cho Netflix Brazil                      |
| 2015         | YouTube FanFest Brasil     | Himself                    | Exclusive event for YouTube                                |
| 2015–2016    | Bastidores: MVNFS          | Himself                    | Backstage of the theater play "Minha Vida Não Faz Sentido" |
| 2016         | #LasVegasREAL              | Himself                    | Websérie-reality of Grupo It Brazil                        |
| 2016         | Não Faz Sentido!           | Bản thân mình              | Trở lại                                                    |
| 2016         | Parafernalha               | Various/ Cameo Roles       | Internet video producer                                    |
| 2016         | Animaneto                  | Himself (Voice)            | Animation Videos                                           |
| 2016         | A Origem                   | Bản thân mình              | Chương trình nói chuyện                                    |
| 2016         | Prêmio Multishow 2016      | Bản thân mình              | Host by internet                                           |
| 2017         | #MIAMIREAL                 | Bản thân mình              | Websérie-reality của Grupo It Brazil                       |
| 2017         | Minha Vida Não Faz Sentido | Bản thân mình              | Theater play released onNetflix                            |
| 2017–present | Irmãos Neto                | Bản thân mình              | Kênh YouTube về em trai, Luccas Neto                       |

| Phát hành | Tên                  | Nhân vật       | Ref.  |
| --------- | -------------------- | -------------- | ----- |
| 2012      | Totalmente Inocentes | Videocast Host | [ 5 ] |
| 2018      | Tudo Por Um Pop Star |                |       |

| Phát hành | Sản phẩm      | Chú thích                                                   |
| --------- | ------------- | ----------------------------------------------------------- |
| 2010      | Wise Up Teens | English School                                              |
| 2011      | Wise Up       | "English School" với Rodrigo Santoro, Fábio Porchat và Fiuk |

## Kịch
| Năm       | Tên                        | Chú thích     | Ref.                                |
| --------- | -------------------------- | ------------- | ----------------------------------- |
| 2003      | A Midsummer Night's Dream  | –             | –                                   |
| 2011      | Avacalhados                | –             | Cameo                               |
| 2015–16   | Minha Vida Não Faz Sentido | Bản thân mình | My Life Makes No Sense trên Netflix |
| 2017–2018 | Felipe Neto Mega Fest      | Bản thân mình |                                     |

## Sách
| Phát hành | Tên                                                | Chú thích                                  |
| --------- | -------------------------------------------------- | ------------------------------------------ |
| 2013      | Não Faz Sentido!                                   | Lịch sử của chương trình: Não Faz Sentido! |
| 2017      | A Trajetória de um dos Maiores YouTubers do Brasil | Quỹ đạo nghề nghiệp và hình ảnh            |

## Giải thưởng và đề cử
| Năm  | Giải thửong                              | Thể loại                                   | Kết quả   | Ref.        |
| ---- | ---------------------------------------- | ------------------------------------------ | --------- | ----------- |
| 2010 | MTV Video Music Brazil                   | Web Star                                   | Đoạt giải | [ 6 ]       |
| 2010 | 4º Prêmio Tudo de Bom!                   | Personality of the year                    | Đề cử     | [ 7 ]       |
| 2011 | YouPIX                                   | Vem, Gente!                                | Đoạt giải | [ 8 ] [ 9 ] |
| 2011 | YouPIX                                   | Vlogger của năm!                           | Đoạt giải |             |
| 2011 | Prêmio Jovem Brasileiro                  | Greatest discovery of the year on Internet | Đoạt giải |             |
| 2012 | YouPIX                                   | Entertainer of the year!                   | Đoạt giải |             |
| 2017 | Nickelodeon Kids' Choice Awards (Brasil) | Favorite Men YouTuber                      | Đoạt giải |             |